# Royal Fighter
Royal Fighter, född 4 maj 2008 i Karsnäs i Kaxholmen i Jönköpings län, är en svensk varmblodig travhäst. Han tränades av Per K. Eriksson vid Mantorptravet och kördes oftast av Jennifer Tillman.
Han tävlade åren 2010–2018 och sprang in 3 miljoner kronor på 89 starter varav 15 segrar, 17 andraplatser och 14 tredjeplatser. Han tog karriärens största segrar i Bronsdivisionens final (maj 2014, aug 2014), Meadow Roads Lopp (2015) och Elitloppets försök (2015). Han kom även på andraplats i Silverdivisionens final (dec 2014) och på fjärdeplats i Elitloppet (2015).

## Karriär

### Tidig karriär
Royal Fighter började tävla i september 2010. Han tog karriärens första seger i den tredje starten den 7 november 2011, körd av kusken Stefan Söderkvist. Under våren 2012 började han köras av Jennifer Tillman. De segrade redan i sitt första lopp tillsammans, den 26 april på Örebrotravet i vad som var Royal Fighters tredje seger i karriären. Han gjorde därefter sin första V75-start i ett Klass II-försök den 10 maj 2012, men slutade oplacerad i loppet. Totalt tog han fyra segrar på 34 starter och sprang in drygt 360 000 kronor fram till och med säsongen 2013.

### Genombrottet
Royal Fighter var aldrig någon unghäststjärna, utan fick sitt stora genombrott först som 6-åring säsongen 2014. Han tog karriärens första V75-seger den 26 april 2014 på Åbytravet, efter en skrällseger i Bronsdivisionen där han var spelad på endast en procent. Han tog ytterligare en skrällseger när han segrade i Bronsdivisionens final den 24 maj 2014 under Elitloppshelgen på Solvalla. Segern togs före hästar som B.B.S.Sugarlight och VästerboontheNews. Han var därefter obesegrad under hela sommaren 2014 med fyra raka segrar. I augusti tog han ytterligare en finalseger i Bronsdivisionen. I november segrade han i Silverdivisionen, och i december följde han upp med en andraplats i Silverdivisionens final. Totalt sprang han in drygt 1,1 miljoner kronor på 17 starter varav sju segrar under 2014, vilket gör detta till hans vinstrikaste säsong i karriären.
Säsongen 2015 kom han att slå sig in i den högsta eliten. Han årsdebuterade med en start i Gulddivisionen den 2 maj och kom i detta lopp på tredjeplats. Han startade därefter i Meadow Roads Lopp den 20 maj på Solvalla, där han stod för en uppmärksammad insats efter att ha segrat på 1.09,8 över sprinterdistans. Efter loppet väcktes röster om att Royal Fighter borde få en inbjudan till Elitloppet. Den 23 maj kom inbjudan till Elitloppet. Under sommaren 2015 deltog han även i Grupp 1-lopp som Hugo Åbergs Memorial, Åby Stora Pris och Sundsvall Open Trot.

### Elitloppet
Både 2015 och 2016 deltog Royal Fighter i Elitloppet på Solvalla sista söndagen i maj. I 2015 års upplaga segrade han i sitt försökslopp före Mosaique Face och kom sedan på fjärdeplats i finalen. Hans kusk Jennifer Tillman blev i samband med detta även den tredje kvinnan genom tiderna att köra Elitloppet. I 2016 års upplaga kom han tvåa i sitt försökslopp och kvalificerade sig därmed för sin andra raka Elitloppsfinal. I finalen blev han oplacerade bakom vinnande Nuncio.

### Slutet på karriären
Royal Fighters årsdebut 2018 planerades till maj, men fick skjutas upp då han fick en känning i ett gaffelband som även tidigare besvärat honom i perioder. Han gjorde istället årsdebut den 3 september 2018 i ett lopp på hemmabanan Mantorptravet, där han blev fyra. Detta kom att bli karriärens sista start. I slutet av september 2018 kom beskedet att ägarkretsen kring honom väljer att låta honom sluta tävla, för att sedan kunna börja en karriär som avelshingst. Under tävlingskarriären sprang Royal Fighter in drygt tre miljoner kronor på totalt 89 starter varav 15 segrar. Han tog pallplaceringar i strax över hälften av sina starter.
I samband med att Mantorptravet anordnade V75-tävlingar den 22 december 2018, avtackades Royal Fighter för sin framgångsrika karriär.

## Stamtavla
| Efter Varenne 1995      | Waikiki Beach 1984    | Speedy Somolli | Speedy Crown     |
| Efter Varenne 1995      | Waikiki Beach 1984    | Speedy Somolli | Somolli          |
| Efter Varenne 1995      | Waikiki Beach 1984    | Hula Lobell    | Super Bowl       |
| Efter Varenne 1995      | Waikiki Beach 1984    | Hula Lobell    | Hollys Margeo    |
| Efter Varenne 1995      | Ialmaz 1985           | Zebu           | Sharif di Iesolo |
| Efter Varenne 1995      | Ialmaz 1985           | Zebu           | Keystone Lady    |
| Efter Varenne 1995      | Ialmaz 1985           | Baree          | Speedy Crown     |
| Efter Varenne 1995      | Ialmaz 1985           | Baree          | Spree Hanover    |
| Undan Fröken Julie 2002 | Supergill 1985        | Super Bowl     | Star's Pride     |
| Undan Fröken Julie 2002 | Supergill 1985        | Super Bowl     | Pillow Talk      |
| Undan Fröken Julie 2002 | Supergill 1985        | Winky's Gill   | Bonefish         |
| Undan Fröken Julie 2002 | Supergill 1985        | Winky's Gill   | Lassie Blue Ship |
| Undan Fröken Julie 2002 | Francine Victory 1991 | Valley Victory | Baltic Speed     |
| Undan Fröken Julie 2002 | Francine Victory 1991 | Valley Victory | Valley Victoria  |
| Undan Fröken Julie 2002 | Francine Victory 1991 | Francine Crown | Speedy Crown     |
| Undan Fröken Julie 2002 | Francine Victory 1991 | Francine Crown | Swinger Hill     |